# Kent Island, New Brunswick
Kent Island är en ö i Kanada.   Den ligger i countyt Charlotte County och provinsen New Brunswick, i den sydöstra delen av landet, 700 km öster om huvudstaden Ottawa. Arean är 0,49 kvadratkilometer.
Terrängen på Kent Island är mycket platt. Öns högsta punkt är 13 meter över havet. Den sträcker sig 1,9 kilometer i nord-sydlig riktning, och 0,5 kilometer i öst-västlig riktning.